# Margatnal, Lingsugur
Margatnal là một làng thuộc tehsil Lingsugur, huyện Raichur, bang Karnataka, Ấn Độ.